# Journal of the History of Economic Thought
O Journal of the History of Economic Thought (JHET) é uma revista científica trimestral com revisão por pares que publica artigos e resenhas de livros nas áreas de história do pensamento econômico, história da metodologia econômica, bem como áreas afins como história da ciência e história intelectual relacionadas à ciência econômica.  É publicado pela Cambridge University Press em nome da History of Economics Society, uma associação internacional para história do pensamento econômico criada em 1974.  A revista foi criada em 1979, publicada com o título History of Economics Society Bulletin, passando a ser publicada com seu título atual em 1990 .  Os atuais editores são Pedro Garcia Duarte ( Universidade de São Paulo , Brasil) e Jimena Hurtado ( Universidade dos Andes , Colômbia).    